# 하지승
하지승(河志承, 1981년 4월 17일 ~ )는 대한민국의 뮤지컬배우이다. 2006년에 뮤지컬 마리아 마리아의 앙상블로 데뷔, 2010년에 한국연극협회의 우수연기자로 표창을 받았다. 대표작으로는 뮤지컬 《젊음의행진》,《그리스》,《미스사이공》,《드림걸즈》,《스페셜레터》,《뷰티풀게임》,《멕배드》,《키스미케이트》,《비커밍 맘》등이 있다.

## 학력
- 서울종합예술학교 연극학 학사

[ 출연 작품 ]

### 연 극
- 2005년 《우리읍내》연출 / 낙산시어터
- 2005년 《if...》연출 / 자유소극장
- 2014년 《웰컴2 맥베스》 / 맥베스 역, 대학로 상상아트홀 화이트 (상상 화이트 소극장)

### 뮤 지 컬
- 2006년 《마리아 마리아》/ 싸이먼 역 / 나루아트센터
- 2006년 《아리마대 요셉의 고백》 / 안무
- 2006년 《마리아 마리아》/ 토마스 역 / New York Lynch Theater
- 2006년 《마리아 마리아》/ 토마스 역 / 예술의 전당 토월극장
- 2007년 《미스 사이공》 / 아시안앙상블 역 / 성남아트센터
- 2007년 《젊음의 행진》 / 교생 역 / 나루 아트센터
- 2008년 《뷰티풀 게임》 / 앙상블(주역 John(Cover)) / LG 아트센터
- 2008년 《그리스》/ 로저 역 / 동숭아트센터
- 2009년 《드림걸즈》/ 씨씨 화이트 역 / 샤롯데 시어터
- 2009년 《스페셜 레터》/ 정은희 역 / SM 아트홀
- 2010년 《화려한 휴가》/ 조창수 역 / 광주문화예술회관
- 2010년 《키스미 케이트》/ 빌 칼룬 역 / 국립극장 해오름 극장
- 2012년 《뮤지컬갈라쇼 사랑하세요》/ 싱어 역 / 소명 아트홀
- 2014년 《아찔한 연애》/ 연출 / 댕로홀
- 2015년 《아찔한 연애》/ 연출 & 구경만 역 / 스타시티 홀 2관
- 2015년 《온조》비류 역 / 거창수승대 공연장
- 2015년 《비커밍 맘》김준호 역 / 백암아트홀
- 2016년 《브로맨 콘서트》메인싱어 / 엔터식스 홀
- 2017년 《뮤지컬 투란도트》핑 역 / 대구 오페라 하우스
- 2018년 《연극 홍시열리는 집》준수 역 / 성남아트센터
- 2018년 《뮤지컬 투란도트》핑 역 / 계명아트센터

### 그 밖의 활동
- 2011년 공익광고 - 다시 일어서는 한국 (KBS 한국방송)
- 2008년 사랑이 꽃피는 계절 (KBS2)
- 2007년 DMB 드라마 (사춘기)

- 2010년 삼성 《갤럭시 탭》메인
- 2010년 테크노 마트 홍보(지면광고)
- 2009년 GS 홈쇼핑 mp3 모델
- 2008년 우리 옷 시집가는 날 메인 (광주 MBC)
- 2007년 기능성 화장품 멜라X 남성모델
- 2007년 분당 영어마을 홍보 모델
- 2007년 김영애의 황토팩 남성모델